# Пермендюр
Пермендю́р (англ. permendur: permeability — «проницаемость»; durable — «прочный») — сплав железа (47-50 %) с кобальтом (48-50 %), с небольшой добавкой ванадия (1,5-2 %). Сплав разработан в США Густавом Эльменом для лабораторий Белла в 1929 году. Обладает свойством насыщения магнитной проницаемости при очень высоких значениях индукции магнитного поля (2.2-2.4 Тл). Также имеет высокую температуру Кюри. Величина коэрцитивной силы регулируется содержанием ванадия. При содержании ванадия больше, чем в пермендюре (2-5%) сплав называют ремендюр (Remendur), при 8-12% — викаллой.
Пермендюр более твёрдый и менее пластичный, чем большинство сплавов железа, что делает его более сложным в обработке. Как правило, после механической обработки деталь требует отжига для восстановления магнитных свойств.
Ограниченно применяется в изготовлении наконечников электромагнитов и других устройствах. 
В России пермендюром называют сплав марки К49Ф2.